# George Phalen
George S. Phalen (* 2. Dezember 1911 in Peoria (Illinois), USA; † 14. April 1998 in Dallas) war ein amerikanischer Orthopäde, nach dem unter anderem das Phalen-Zeichen benannt ist.
Phalen graduierte 1932 an der Bradley University in Peoria (Illinois), 1937 schloss er an der Northwestern University mit einem Master-Diplom in Medizin ab. Nach drei Jahren Tätigkeit an der Mayo Clinic in Rochester trat er 1942 in die Armee ein, wo er als Orthopäde tätig war. Nach dem Krieg etablierte er eine Praxis für Handchirurgie in Cleveland und lehrte an der Case Western Reserve University. Von 1970 bis 1980 praktizierte er in Dallas.
Phalen war an der Gründung der American Society for Surgery of the Hand beteiligt, organisierte 1946 das erste Treffen der Gesellschaft und wurde 1960 ihr Präsident. Von 1964 bis 1965 war er Präsident der Association of Bone and Joint Surgeons. 1969 wurde er Vorsitzender der orthopädischen Sektion der American Medical Association.